# U-Bahnhof Schloßstraße

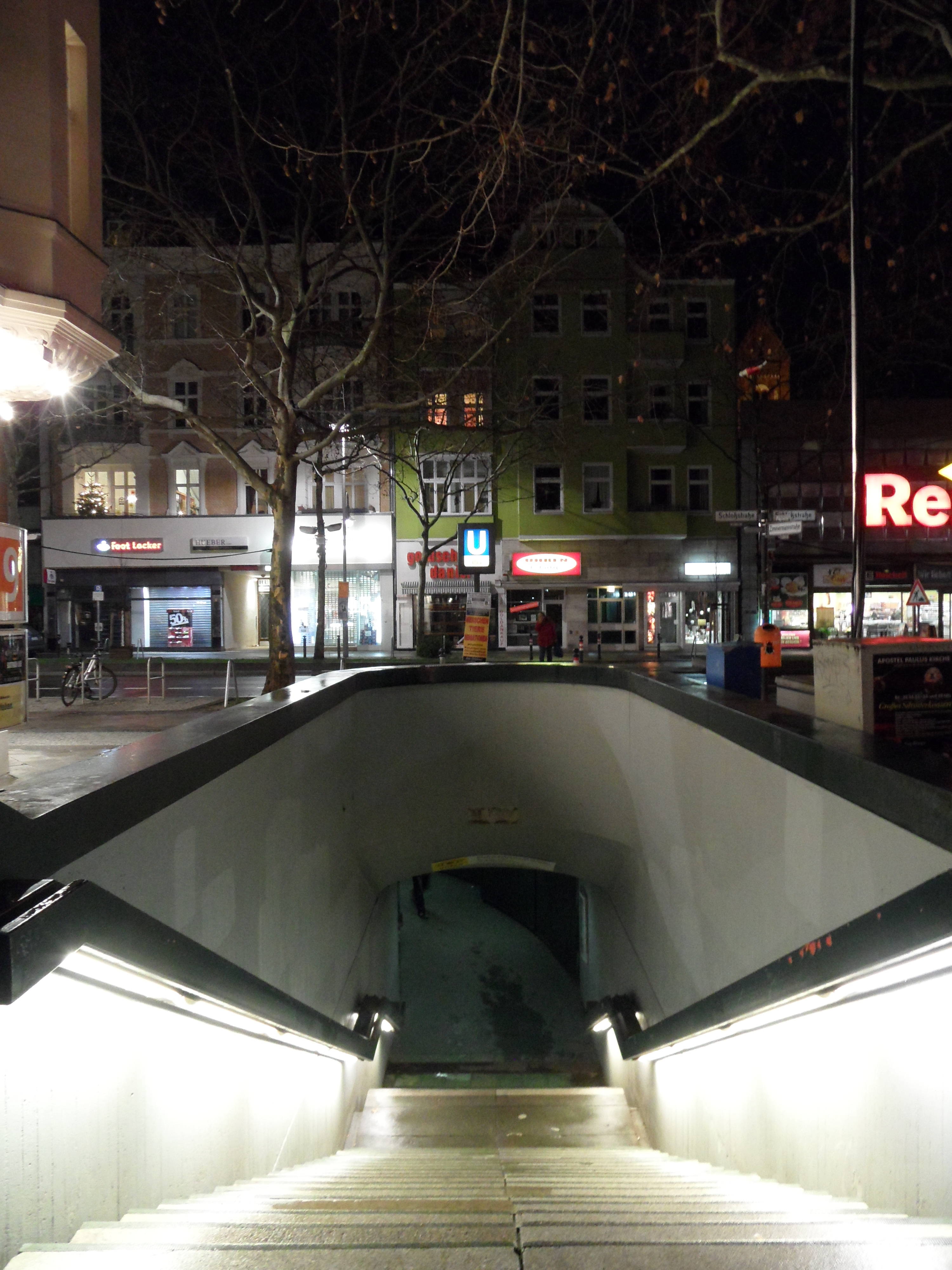
Bahnhofseingang an der Zimmermannstraße

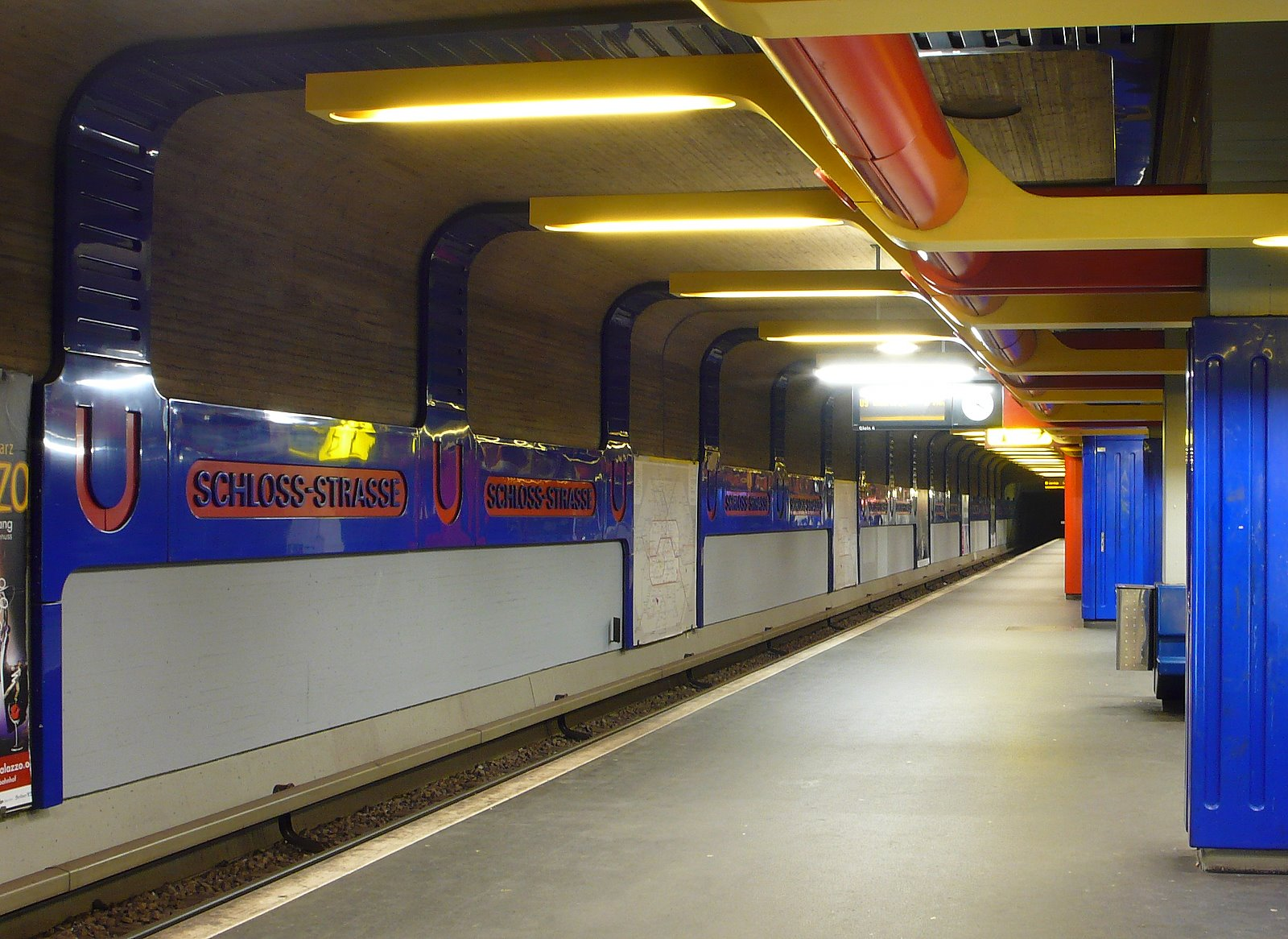
Bahnsteig (vor der Sanierung)

Der U-Bahnhof Schloßstraße ist ein U-Bahnhof der Linie U9 der Berliner U-Bahn im Bezirk Steglitz-Zehlendorf, Ortsteil Steglitz. Die zwischen 1971 und 1973 gebaute Station liegt unterhalb der Schloßstraße zwischen Schildhornstraße und Zimmermannstraße. In unmittelbarer Nähe befinden sich der Restaurantturm Bierpinsel, das Einkaufszentrum Boulevard Berlin sowie die Rosenkranz-Basilika. Der Bahnhof wurde am 30. September 1974 eröffnet.

## Historie und Bauwerk
Der Bahnhof wurde als Umsteigebahnhof zwischen der Linie U9 und der geplanten Linie U10 konzipiert und aufgrund beengter Platzverhältnisse mit zwei übereinanderliegenden Mittelbahnsteigen gebaut. Am oberen Bahnsteig sollten die Bahnen in nördliche, am unteren Bahnsteig in südliche Richtung abfahren und ein richtungsgebundenes Umsteigen am selben Bahnsteig ermöglichen. Da die U10 nicht realisiert wurde, werden jeweils nur die östlichen Bahnsteigseiten des Bahnhofs von der U9 genutzt. Die für die U9 nach Lankwitz vorbereiteten westlichen Gleiströge waren, ähnlich dem Bahnhof Jungfernheide, mit Zäunen vom Fahrgastverkehr getrennt, die inzwischen durch eine Mauer ersetzt wurden. In den Trögen lagen über 40 Jahre stromschienlose Gleise ohne Anschluss an das BVG-Netz. Sie wurden erst 2022 mit Stromschienen ausgerüstet.
Der Bahnhof wurde vom Architektenbüro Schüler & Witte gestaltet, das auch den Bierpinsel sowie das ICC entworfen hatte. Er verfügt über drei Ebenen – eine Verteilerebene sowie zwei Bahnsteigebenen –, die untereinander jeweils durch Treppen und Rolltreppen miteinander verbunden sind. Die Gestaltung ist typisch für die siebziger Jahre: In den Bahnsteighallen finden sich blaue, gelbe und orange-rote Wandelemente. Die Decken sind überwiegend in Sichtbeton ausgeführt; die Verteilerebene sowie die Treppenschächte sind in dunklem blau-grün gehalten bzw. gekachelt. 
Der U-Bahnhof ist über zwei Zugänge am Nord- und Südende über jeweils mehrere Treppenanlagen auf beiden Seiten der Schloßstraße erreichbar. Zudem ist die Verteilerebene im Norden auch direkt an den Boulevard Berlin und das Geschäftshaus Schloßstraße 110 angeschlossen.
Im Jahr 2013 war geplant, den U-Bahnhof ab Ende 2014 bis 2017 von Grund auf zu sanieren und zu modernisieren. Dabei sollte der untere Bahnsteig geschlossen werden, sodass die Züge künftig in beiden Richtungen am oberen Bahnsteig halten würden. Für den Umbau waren laut BVG-Wirtschaftsplan 13,8 Millionen Euro vorgesehen, die Senatsverwaltung für Stadtentwicklung und Verkehr plante mit Kosten von 11,9 Millionen Euro. Inzwischen ist ein solcher Umbau der Bahnanlagen nicht mehr vorgesehen.
Die Sanierung begann mit Beginn der Sommerferien 2016 am 20. Juli 2016, wofür die Strecke mehrfach zwischen Walther-Schreiber-Platz und Rathaus Steglitz gesperrt werden musste.
Der U-Bahnhof wurde Anfang 2017 zusammen mit dem ehemaligen Turmrestaurant Bierpinsel und der Joachim-Tiburtius-Brücke als Ensemble unter Denkmalschutz gestellt. Begründet wurde dies mit dem als zeittypisch geltenden leicht futuristischen Charakter.
Am 17. Januar 2020 ging ein Aufzug in Betrieb, der die beiden übereinanderliegenden Bahnsteige mit der nördlichen Schalterhalle verbindet. Hierfür wurden rund 1,3 Millionen Euro investiert. Für den barrierefreien Zugang zum U-Bahnhof ist der Einbau eines weiteren Aufzugs erforderlich, der von der Schalterhalle zur Straßenoberfläche führt. Dies ist bis Ende 2022 vorgesehen.
Am 2. Januar 2021 geriet ein Kabelstrang in einem technischen Betriebsraum in Brand. Es waren insgesamt 110 Einsatzkräfte der Feuerwehr vor Ort. Ab dem 25. Januar 2021 konnte der Bahnhof wieder angefahren werden.

## Anbindung
| Linie | Verlauf |
| ----- | --- |
|       | Osloer Straße – Nauener Platz – Leopoldplatz – Amrumer Straße – Westhafen – Birkenstraße – Turmstraße – Hansaplatz – Zoologischer Garten – Kurfürstendamm – Spichernstraße – Güntzelstraße – Berliner Straße – Bundesplatz – Friedrich-Wilhelm-Platz – Walther-Schreiber-Platz – Schloßstraße – Rathaus Steglitz |

Am U-Bahnhof bestehen Umsteigemöglichkeiten von der Linie U9 zu mehreren Omnibuslinien der BVG.